# Дике озеро
Дике озеро (словен. Divje jezero) — невелике озеро, розташоване в муніципалітеті Ідрія в масиві Трновських Гоздів (Динарські гори) в Словенії, що живиться підземним карстовим джерелом. З нього витікає найкоротша річка Словенії — Єзерниця.
Озеро лежить приблизно за 2 км на південь від міста Ідрія, на висоті 340 м над рівнем моря. У 1967 році йому було надано статус пам'ятки природи, площа заповідної зони 4,44 га. Продуктивність джерела змінюється залежно від кількості опадів — у найсухіший сезон року воно може «замерзнути», а озеро не виділяє воду. Під час сильних опадів потужність може досягати декількох десятків м³/с. Потік, що витікає з печери, тоді достатньо сильний, щоб викликати швидку турбулентність води — звідси і назва: «дике озеро». Температура води коливається від 7 ° до 10 °, лише в періоди бездіяльності джерела поверхневий шар може нагріватися до 20 °.
Печеру вивчали водолази-спелеологи (перші занурення в 1957 р.), які з тих пір оглянули 426 м коридорів, досягнувши максимальної глибини 160 м влітку 2001 року.
У печері є численні види печерних тварин, серед них європейський протей (Proteus anguinus). Навколишнє середовище озера характеризується дуже багатою флорою (понад 150 видів насінних рослин і папоротей). Один з них — словенський ендемік, первоцвіт Primula carniolica, описаний Джованні Антоніо Скополі, що працює в Ідрії у своїй праці Flora Carniolica. Інші цікаві рослини, у назвах яких ввічнені імена дослідників місцевої флори, Скополі та Балтазар Хакет, є ландшафтна ферма (Scopolia carniolica) та жимолості європейської весни (Hacquetia epipactis).
Найкоротша річка Словенії — Єзерниця витікає з озера, закінчуючи свій перебіг у течії Ідрійця, за 55 м від витоку..